# کورکینی
کورکینی (به چکی: Korkyně) یک منطقهٔ مسکونی در جمهوری چک است که در ناحیه پریبرام واقع شده‌است.